# Geoffrey Ridel (Richter)
Geoffrey Ridel (auch Goisfrid) († 25. November 1120 bei Barfleur) war ein anglonormannischer Richter. Er gehörte zu den führenden Richtern während der Herrschaft von König Heinrich I. und ertrank beim Untergang des White Ship.

## Herkunft
Die Herkunft von Geoffrey Ridel ist ungeklärt, doch vermutlich entstammte er einer normannischen Adelsfamilie. Im 11. und 12. Jahrhundert gehörte eine Familie Ridel zu den normannischen Adelsfamilien in Sizilien, und ein Geoffrey Ridel diente zwischen 1061 und 1084 als Gefolgsmann von Robert Guiscard. Nach dem Domesday Book von 1086 kam ein Geoffrey Ridel zusammen mit einem Bruder von Roger Bigod aus Apulien nach England. Ob diese genannten Personen mit dem Richter Geoffrey verwandt oder identisch sind, ist ungewiss, dazu werden im 11. Jahrhundert noch weitere Personen mit dem Namen genannt, die jedoch vermutlich keine Normannen waren. Geoffreys Bruder Matthew, der Mönch in der Abtei Mont-Saint-Michel war,  wurde 1102 Abt von Peterborough Abbey, und Geoffrey pachtete von der Abtei das Gut von Pytchley. Matthew starb aber bereits im Oktober 1103. Um die Rückgabe des Gutes kam es später zum Streit mit Petersborough Abbey, doch Geoffrey Ridel behielt es bis zu seinem Tod.

## Aufstieg als Richter unter Heinrich I.
Um 1105 wird Ridel erstmals als Zeuge von Urkunden von König Heinrich I. genannt. Vor 1106 war er im Besitz der Ländereien von Robert de Buci, deren Mittelpunkt bei Great Weldon in Northamptonshire lag. 1106 wurde er erstmals als Mitglied eines Gerichts berufen, um Beschwerden gegen Osbert, den Sheriff von Yorkshire zu prüfen. 1109 nahm er an einer königlichen Ratsversammlung in Nottingham teil. Danach diente er wiederholt als Richter, darunter auch in Winchester. Da er dabei in finanziellen Streitfällen urteilte, gilt er als einer der Richter beim Vorläufer des späteren Court of Exchequer. Der Chronist Heinrich von Huntingdon bezeichnete ihn später als Richter für ganz England, womit er ihn jedoch wohl nur von Richtern unterscheiden wollte, die nur in einer Grafschaft tätig waren. Ridel hatte jedoch wohl nicht die Bedeutung wie der Richter Ralph Basset, sondern war eher vornehmlich in den Midlands tätig. Daneben begleitete er König Heinrich I. auch in die Normandie, obwohl er dort keine Urkunden bezeugte. Er ertrank 1120 beim Untergang des White Ship, als dieses auf dem Weg von der Normandie nach England war.

## Familie und Erbe
Ridel hatte Geva, eine Tochter von Hugh d’Avranches, 1. Earl of Chester geheiratet. Angeblich war sie nur eine uneheliche Tochter, doch dafür gibt es keinen Beleg, auch wenn sie nach dem Tod ihres Bruders Richard 1120 weder den Titel noch die Besitzungen ihres Vaters erbte. Als Witwe gründete Geva Canwell Priory in Staffordshire. Ridels Erbin wurde seine Tochter Maud, die Richard Basset heiratete. Mauds Sohn Geoffrey nahm wieder den Namen Ridel an. Der namensgleiche Kanzler und spätere Bischof Geoffrey Ridel war wahrscheinlich ein Großneffe des Richters Geoffrey Ridel.